# Orange, New Hampshire
Orange är en kommun (town) i Grafton County i delstaten New Hampshire, USA med 331 invånare (2010). 